# Сечёнка (Витебская область)
Сечёнка — деревня в Городокском районе Витебской области Белоруссии. Входит в состав Межанского сельсовета.
Находится примерно в 2 км к западу от более крупной деревни Межа.

## Население
- 1999 год — 52 человека
- 2010 год — 36 человек[3]
- 2019 год — 21 человек[1]